# 成蔭
成蔭（1917年1月21日—1984年4月26日），原名成蘊保，原籍江苏松江（今属上海），生于山东曹县，中國劇作家、導演。北京電影製片廠、东北电影制片厂、长春电影制片厂导演、编剧。1950至1960年代，成蔭與另外三位北京電影製片廠名導演張水華、凌子風和崔嵬並稱「北影四大帥」。

## 生平
1938年到延安參加革命，同年加入中国共产党。魯迅藝術學院戲劇系畢業。 
1954年到1956年間被派到蘇聯學習。
曾任北京電影學院院長、中華人民共和國全國人民代表大會代表（第4屆）、中華人民共和國全國政治協商會議委員（第5、第6屆）等公職。

## 導演作品
- 南征北战
- 万水千山
- 回到自己队伍来
- 女飞行员
- 紅燈記（樣板戲、京劇現代戲）
- 停战以后
- 西安事变